# 14975 Serasin
14975 Serasin (1997 SA3) là một tiểu hành tinh vành đai chính.